# Francesco De Gregori
Vous pouvez aider à l'améliorer ou bien discuter des problèmes sur sa page de discussion.
- Il ne s’appuie pas, ou pas assez, sur des sources secondaires ou tertiaires. (Marqué depuis mars 2020)
- La traduction doit être revue. Le contenu est difficilement compréhensible à cause d’erreurs de traduction, peut-être dues à l’utilisation d’un logiciel de traduction automatique. (Marqué depuis novembre 2021)

- Archive Wikiwix
- Bing
- Cairn
- DuckDuckGo
- E. Universalis
- Gallica
- Google
- G. Books
- G. News
- G. Scholar
- Persée
- Qwant
- (zh) Baidu
- (ru) Yandex
- (wd) trouver des œuvres sur Wikidata

Francesco De Gregori, né à Rome le 4 avril 1951, est un auteur-compositeur-interprète italien.
Parmi les chanteurs italiens les plus célèbres, De Gregori se rapproche des différents genres musicaux tels que le rock, la chanson d'auteur, avec des références à la musique populaire et un usage de la synesthésie et la métaphore.
Il est souvent considéré comme un chanteur compositeur et un poète, même s'il préfère être identifié comme un artiste,.

## Biographie
Fils du bibliothécaire Giorgio De Gregori et de la professeure de lettres Rita Grechi, il reçoit le prénom de Francesco en mémoire de son oncle, officier des Alpins et successivement partisan de la Brigade Osoppo, tué à Porzûs en 1945 par les partisans communistes des Brigades Garibaldi.
À cause du métier de son père, il vit à Pescara jusqu'à l’âge de dix ans pour ensuite revenir à Rome.
À Rome, il fréquente le Lycée Classique Virgilio, où il vit en première personne les événements, les mouvements sociaux, les grèves et les manifestations étudiantes de l'année 68. En particulier c'est à l'âge de quinze ans, en 1966, qu'avec son père et son frère Luigi, il se rend à Florence pour prêter secours à la population frappée par l'inondation du 4 novembre 1966.
L'année 1966 est aussi le moment où il commence à jouer la guitare en apprenant le morceau Il ragazzo della via Gluck de Adriano Celentano.

### Début: Le folkstudio
Quand il rentre à Rome à la suite du séjour à Florence, fortement inspiré par la musique et les textes de Fabrizio De André, mais aussi par les chansons de Bob Dylan, il commence à se produire chez Folkstudio en compagnie de son frère aîné Luigi.
Le Folkstudio se trouve à Rome dans le quartier de Trastevere, qui est connu à l'époque et où se produisent de nombreux jeunes musiciens, inspirés par le folk américain et par les nouvelles recherches sur la musique populaire italienne. Plusieurs chanteurs italiens y vont souvent, comme par exemple Antonello Venditti, Mimmo Locasciulli, Stefano Rosso, Mario Schiano ou encore Marcello Melis.
Il commence son activité musicale d'abord comme guitariste de Caterina Bueno. Ensuite, après une brève période de collaboration avec d'autres chanteurs italiens qui fréquentent le Folkstudio, il forme un duo avec Giorgio Lo Cascio, qui se réfère, par maints aspects, au duo américain de Simon et Garfunkel.

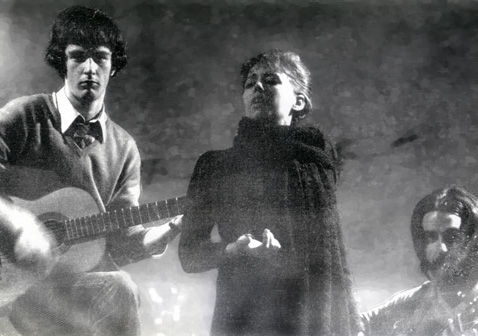
Francesco De Gregori, Caterina Bueno et Antonio De Rose pendant un concert en 1971

Son répertoire initial comprend des chansons de Bob Dylan et de Leonard Cohen traduites en italien. Il ajoute, par la suite, des textes personnels.
En 1971, il signe un contrat avec la maison de disques IT de Vincenzo Micocci. L'année suivante, il publie l'album Theorius Campus avec ses propres textes et ceux d'Antonello Venditti.

### Soliste
Il commence à collaborer avec Edoardo De Angelis pour publier ses deux premiers albums en tant que soliste, notamment Alice non lo Sa (1973) et Francesco De Gregori (1974). Ce premier disque est fortement critiqué par l'opinion publique à cause de son caractère hermétique, où De Gregori se montre comme une présence fragile du fait qu'il dévoile les émotions qui le concernent, avec une façon de chanter très délicate. C'est pendant cette période qu'il entre en contact avec le chanteur italien Lucio Dalla.

### Succès
Le succès arrive avec l'album Rimmel en 1975, un des albums les plus vendus en Italie dans toute la décennie[réf. nécessaire]. Il contient plusieurs morceaux, dont celui homonyme Rimmel, Pablo (écrit avec Lucio Dalla), Quattro cani et Pezzi di vetro. Rimmel est suivi par l'album Bufalo Bill (1976), où il poursuit la collaboration avec Lucio Dalla et dans lequel participe aussi Ivan Graziani.

### Pause
La même année, une violente contestation de la part d'un groupe d’extrême gauche pousse le chanteur à interrompre sa carrière pendant deux ans. En effet des jeunes des collectifs politiques d'étudiants reprochent à De Gregori de conduire un style de vie trop luxueux et de se servir des thèmes de la politique de gauche pour s'enrichir avec sa musique,,.
Toutefois à l'automne 1976 De Gregori reprend la scène.

### Reprise artistique
Le 10 mars 1978 il se marie avec Alessandra Gobbi, une ancienne camarade du lycée proche du secrétaire du FGCI[Quoi ?] Walter Veltroni . Après quelques mois le couple aura des fils jumeaux, Marco et Federico.
Son activité artistique reprend avec la même vigueur en 1978 avec le succès De Gregori, un album contenant la chanson Generale. L'année suivante est celle du succès de l'album de la tournée avec Banana Republic, réalisé en collaboration avec Lucio Dalla, Ron et les futurs Stadio.

### Les années 80
En 1980 De Gregori a sa seule expérience au festival de Sanremo : il écrit le texte de Mariù, qui sera présenté à la manifestation de Gianni Morandi. Après une pause de presque trois ans, il sort en 1982 l’album Titanic, suivi par le EP La donna cannone.
Désormais la critique et le public le placent parmi les plus grands auteurs-compositeurs italiens et il est surnommé Il Principe. Les années suivantes, il sort des œuvres comme Scacchi e tarocchi, qui contient le morceau La storia, et Terra di nessuno (1987), qui contient Mimì sarà.

### Les années 90
En 1990, il publie en même temps trois albums en « live ».
Trois années plus tard, un autre suivra avec Il bandito et Il campione. Entre-temps, il a publié Canzoni d'amore (1992). En 1998 La Valigia dell'attore reçoit le prix Targa Tenco de la meilleure chanson de l'année[réf. nécessaire].

### Les années 2000
En 2001, il sort Amore nel pomeriggio, pour lequel il collabore, pour les arrangements, avec des artistes comme Franco Battiato et Nicola Piovani. Le disque obtient la Targa Tenco comme meilleure œuvre de l'année[réf. nécessaire], ex-aequo avec Vinicio Capossela. En 2002, De Gregori, sort un disque de chansons populaires italiennes, Il fischio del vapore, en collaboration avec Giovanna Marini.
En 2003 est publiée la biographie intitulée Quello che non so, lo so cantare (Ce que je ne sais pas, je sais le chanter, éditée par Giunti). Le chanteur revient avec un album d'inédits en 2005 avec Pezzi qui gagne de nouveau la Plaque Tenco pour le meilleur album de l'année[réf. nécessaire]. En 2006, il publie un nouvel album, Calypsos, avec neuf morceaux inédits, dont Cardiologia', une chanson où, plus de trente ans après Pezzi di Vetro, il recommence à employer les mots « Ti amo » (« Je t'aime »).
Francesco De Gregori continue à sortir des albums, parmi les plus connus figure Sulla Strada sorti en 2012.
En 2017, Sotto Il Vulcano, est un album Live enregistré à Taormine pendant la tournée Amore e Furto.
La même année, il entreprend une nouvelle fois un tournée mondiale, avec une série de concerts en Europe et aux États-Unis, notamment au Bataclan à Paris,, au Shepherd's Bush Empire à Londres et à la Town Hall à New York.
En 2019, il à collabore une nouvelle fois avec Zucchero Fornaciari, pour l'album D.O.C.

## Discographie
- 1972 : Theorius Campus (avec Antonello Venditti)
- 1973 : Alice non lo sa
- 1974 : Francesco De Gregori
- 1975 : Rimmel
- 1976 : Buffalo Bill
- 1978 : De Gregori
- 1979 : Banana Republic (avec Lucio Dalla) (live)
- 1979 : Viva l'Italia
- 1982 : Titanic
- 1983 : La donna cannone
- 1985 : Scacchi e tarocchi
- 1987 : Terra di nessuno
- 1987 : La nostra storia (reprise)
- 1989 : Mira Mare 19.4.89
- 1990 : Musique légère (live)
- 1990 : Niente da capire (live)
- 1990 : Catcher in the Sky (live)
- 1992 : Canzoni d'amore
- 1993 : Il bandito e il campione (live)
- 1994 : Bootleg (live)
- 1996 : Prendere e lasciare
- 1997 : La valigia dell'attore (live)
- 1998 : Curve nella memoria (reprise)
- 2001 : Amore nel pomeriggio
- 2002 : Fuoco amico (live)
- 2002 : In Tour (double, live avec Pino Daniele, Fiorella Mannoia et Ron)
- 2002 : Il fischio del vapore avec Giovanna Marini
- 2003 : Mix (double, moitié reprise de morceaux anciens enregistrés en studio et moitié live)
- 2005 : Pezzi
- 2006 : Calypsos
- 2006 : Tra un manifesto e lo specchio (anthologie live en 3 cd)
- 2007 : Left & Right - Documenti dal vivo
- 2008 : Per brevità chiamato artista
- 2010 : Work in Progress (avec Lucio Dalla)
- 2012 : Sulla strada
- 2012 : Pubs and Clubs - Live @ the Place
- 2012 : Vola vola vola (avec Ambrogio Sparagna et Maria Nazionale)
- 2014 : Vivavoce
- 2015 : De Gregori canta Bob Dylan - Amore e furto
- 2017 : Sotto il vulcano[18]

## Filmographie

### Acteur
- 2003 : Sous le ciel de Sicile (Perdutoamor) de Franco Battiato